# Celine (бренд)
Céline (колишня назва Céline) — французький будинок моди класу люкс, заснований у 1945 році дизайнером Селін Віпіана. Штаб-квартира розташована за адресою: rue Vivienne, 16 у 2-му окрузі Парижа, у готелі Colbert de Torcy, який вважається французькою історичною пам'яткою .
Северін Мерль є генеральним директором з квітня 2017 року. Майкл Райдер, колишній Ральф Лорен, є нинішнім креативним директором після відходу Хеді Слімана в жовтні 2024 року.

## Історія

### Створення бренду
У 1945 році Селін Віпіана (1915—1997) разом із чоловіком Річардом заснували один із перших люксових брендів у галузі — Céline. Спочатку вони спеціалізувалися на виготовленні дитячого взуття на замовлення, а пізніше відкрили свій перший магазин на вулиці Мальте, 52, у Парижі. Бренд здобув популярність завдяки своєму унікальному логотипу — червоному слону, створеному дизайнером Реймонтом Пейне.

### Нове позиціонування

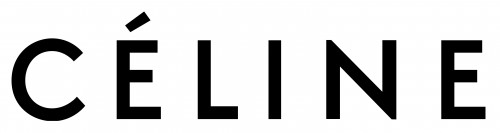
Колишній логотип Celine

У 1960 році бренд вирішив змінити своє позиціонування, зосередивши бізнес на створенні бренду готового одягу для жінок із спортивним підходом. Відтепер бренд пропонував асортимент шкіряних виробів, таких як сумки, лофери, рукавички та одяг. Селін Віпіана залишалася дизайнером з 1945 року до своєї відставки в 1988 році.
У 1964 році запуск нового аромату «Vent fou» і нової колекції аксесуарів «American Sulky» досяг успіху. Тренч став головним продуктом будинку. Натхнений популярністю шкіри, Céline відкрив бутік шкіряних виробів у Флоренції .
У 1973 році Céline оновив свій логотип, використавши переплетені «C» на полотні Sulky, яке було асоційоване з Тріумфальною аркою і стало символом для паризьців. У той період Céline розпочав своє міжнародне розширення, відкривши бутики в Монте-Карло, Женеві, Гонконгу, Лозанні, Торонто та Беверлі-Гіллс.
Засновники бренду прагнули стати частиною благодійної організації, тому Річард Віпіана заснував у 1973 році Премію Céline-Pasteur, яка стала спонсором Американської лікарні Парижа.

### Придбання LVMH
У 1987 році за згодою родини Віпіана Бернар Арно придбав частину капіталу Céline. У 1996 році бренд був інтегрований в групу LVMH за 2.7 мільярда французьких франків ($540 мільйон). LVMH сприяв популярності бренду, відкривши флагманський бутік на авеню Монтень, 36, у Парижі.

## Креативні директори

### Ранні роки
- 1988—1997: Пеггі Хуін Кін[10]
- 1997—2003: Майкл Корс[11]
- 2004—2005: Роберто Менікетті
- 2005—2008: Івана Омазич[12]

### Фібі Філо, 2008—2018

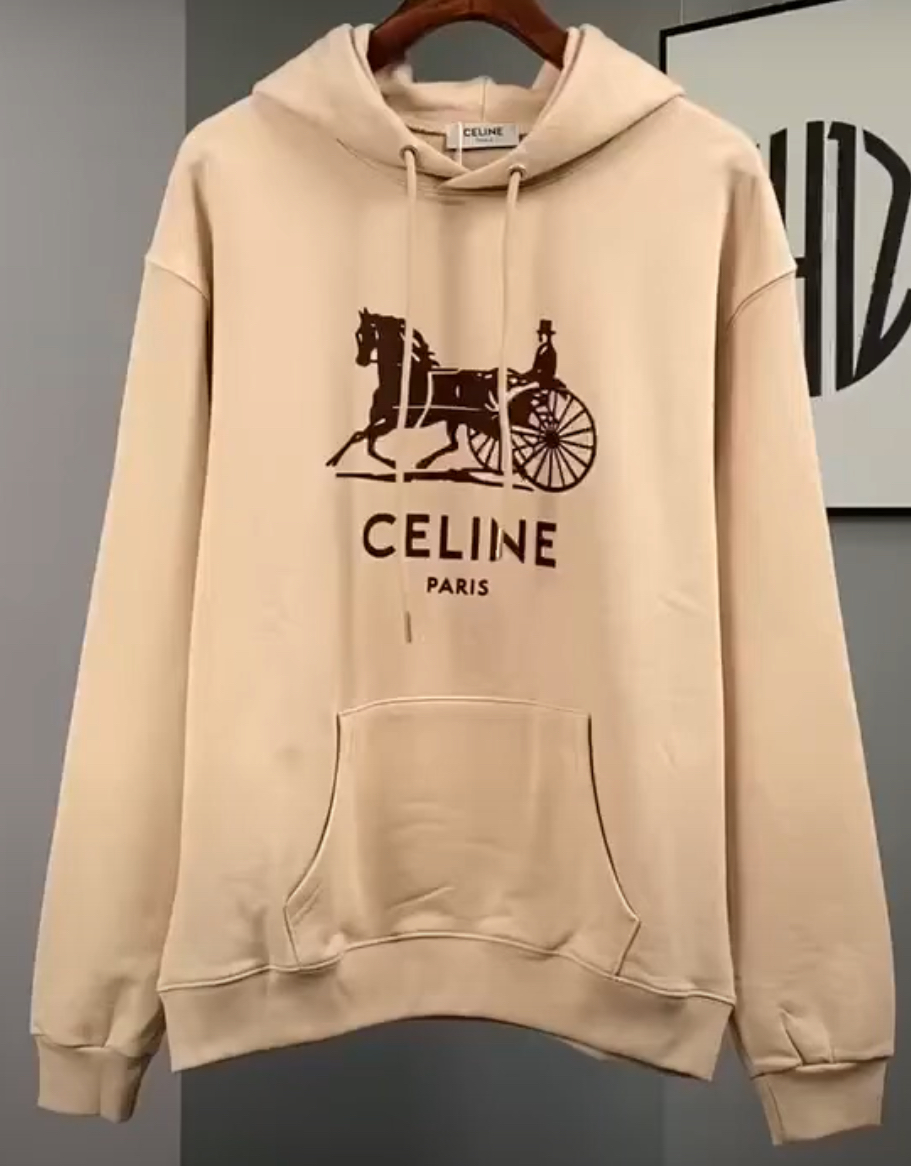
Худі Celine

4 вересня 2008 модний портал Women's Wear Daily оголосив, що Бернар Арно, президент LVMH, призначив Фібі Філо новим креативним директором Céline. Робота Філо в Céline почалася в жовтні 2008 року, і вона представила свою першу колекцію готового одягу на весну/літо 2010 року на Тижні моди в Парижі . П'єр-Ів Руссель, виконавчий директор модного підрозділу LVMH, сказав, що наймання Філо дало їй можливість висловити своє бачення. У 2009 році журнал Vogue визначив її стиль як «крутий мінімальний тренд».
У 2010 році Філо отримав нагороду «Дизайнер року» від British Fashion Council. У 2011 році вона була нагороджена Міжнародним дизайнером року Радою модельєрів Америки . Обидві нагороди вона отримала за роботу в Céline.
У грудні 2017 року Філо оголосила про своє відходження з Céline після завершення колекції осінь/зима 2018, яка була представлена в березні того ж року.

### Хеді Сліман, 2018—2024
21 січня 2018 року LVMH оголосив про призначення Хеді Слімана на посаду арт-директора, креативного директора та директора з іміджу, який мав приєднатися до бренду в лютому. Він керує всіма колекціями Céline, розширюючи асортимент бренду завдяки запуску чоловічої моди, високої моди та парфумів.
Студія Céline під керівництвом Сліманя з того часу базується в Лос-Анджелесі, з прототипною студією та ательє в Парижі. У вересні 2018 року Слімань презентував оновлений логотип Céline на офіційному акаунті бренду в Instagram. Слімань також створив концептуальні флагманські магазини бренду в Парижі, Токіо, Шанхаї, Беверлі-Гіллз, Мадриді, Мілані та Лондоні. Він замінив традиційний стиль бренду на свій особистий підпис, «натхнений молодіжною культурою, інді-роком і зневіреною підлітковою атмосферою».
Сліман покинув бренд у жовтні 2024 року.

### Майкл Райдер, з 2024 року по теперішній час
2 жовтня 2024 року LVMH оголосила про призначення Майкла Райдера новим креативним директором Celine, який приєднається на початку 2025 року. Він керуватиме всіма колекціями Celine, починаючи від шкіряних виробів і закінчуючи кутюр. Раніше Райдер був креативним директором Ralph Lauren Polo з 2018 по травень 2024 року. Він також працював директором з дизайну в Celine під час роботи Фібі Філо.

## Генеральні директори
- 2000—2006: Жан-Марк Луб’є[en]
- 2006—2008: Серж Бруншвіг
- 2008—2016: Марко Гоббетті[en]
- 2016—2017: П’єр-Ів Руссель[en] (тимчасово)
- 2017–тепер: Séverine Merle

## Інші види діяльності
У 2000 році Celine уклала всесвітню ліцензійну угоду з De Rigo на свою колекцію сонцезахисних окулярів і оправ для корекційних окулярів. З 2011 року бренд мав п'ятирічний ліцензійний договір із Safilo .
З 2000 по 2011 рік компанія Interparfums мала всесвітню ліцензію на розробку, виробництво та дистрибуцію парфумерних ліній Céline. Після цього управління лініями ароматів перейшло до власних сил бренду.

## Роздрібна торгівля

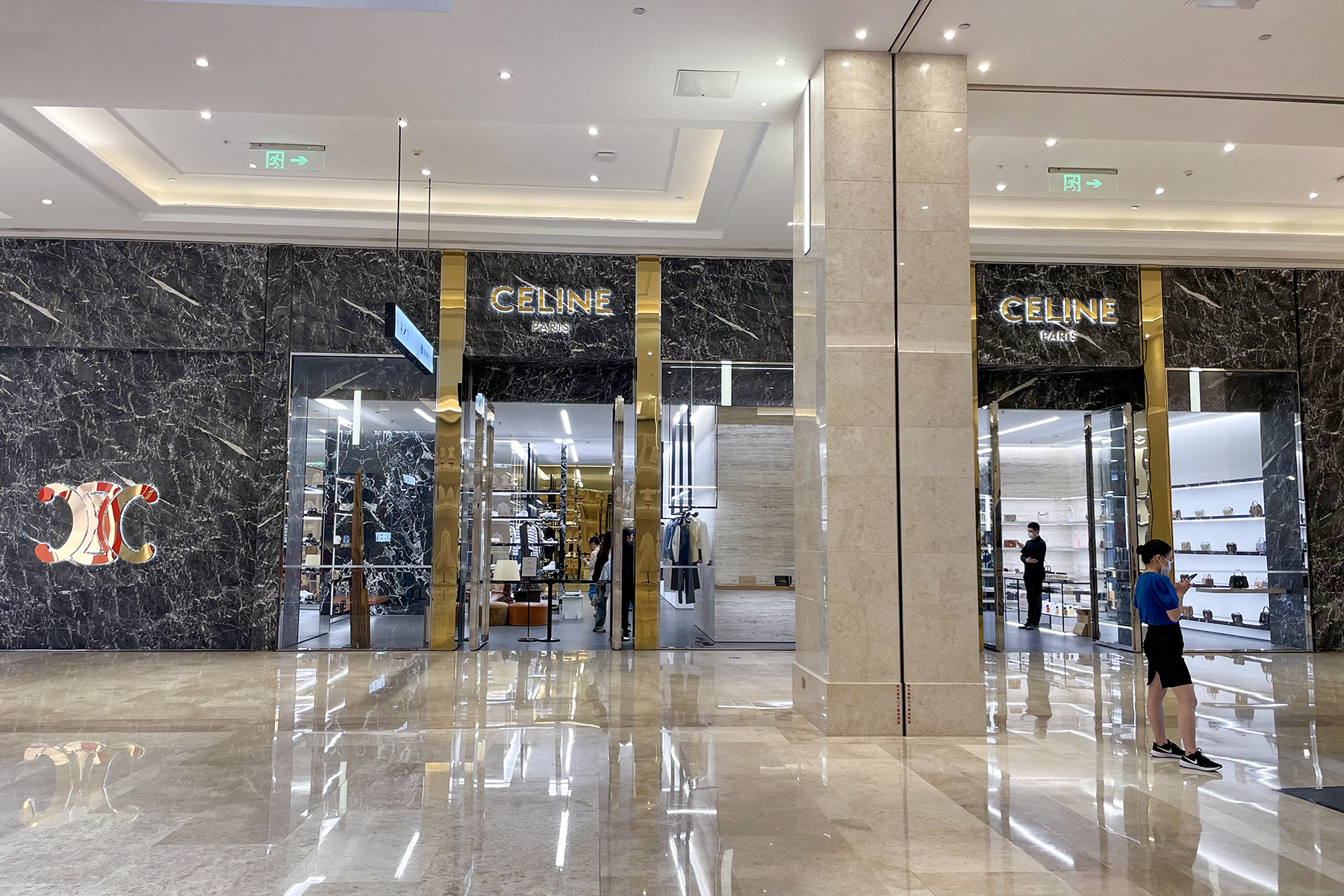
Бутік Celine в Чженчжоу

Бренд управляє 178 бутиками по всьому світу і поширюється через вибіркову мережу, включаючи розкішні універмаги Bergdorf Goodman (Нью-Йорк), Harrods (Лондон), Galeries Lafayette (Париж) і Faradays (Окленд).

## Реклама
Для своїх рекламних кампаній Celine працювала з такими фотографами, як Патрік Демаршельє (1998—2001) і Майкл Томпсон (2001). Серед амбасадорів бренду — Ліза (2020—2024), Даніель Марш (з 2024) і V (з 2024)